# Tatjana Birjulina
Tatjana Birjulina (russisch Татьяна Бирюлина, engl. Transkription Tatyana Biryulina; * 16. Juli 1955 in Taschkent) ist eine ehemalige sowjetische Speerwerferin.
Bei den Olympischen Spielen 1980 in Moskau wurde sie Sechste mit 65,08 m.
Am 12. Juli 1980 stellte sie in Podolsk mit 70,08 m einen Weltrekord auf, der im Jahr darauf von Antoaneta Todorowa mit 71,88 m gebrochen wurde.